# 安達斯·彭利拿
安達斯·彭利拿（葡萄牙語：Andreas Pereira，1996年1月1日—）是一位巴西足球員，司職中場，現時效力英超球隊富勒姆。
安達斯·彭利拿生於比利時迪弗爾。他的父親馬高斯·彭利拿也是一位巴西足球員。因此安達斯·彭利拿可以選擇代表比利時或巴西參加國際賽。彭利拿曾經為比利時U15、U16、U17。2014年改為代表巴西U20上陣。	

## 職業生涯
2005年加盟PSV燕豪芬青年軍，2011年轉會曼聯青年軍。2015年5月與曼聯續約至2018年。2017年8月與曼聯續約至2019年。
2020年夏季轉會窗他被外借到意甲的拉素，但都只能替補上陣。

## 榮譽
曼聯
- 英格蘭足總盃冠軍 : 2015-16

法林明高
- 巴西杯冠軍 : 2022
- 南美自由盃冠軍 : 2022

巴西U20
- U20世界盃足球賽亞軍：2015[5]

## 外部連結
- 安達斯·彭利拿在BDFutbol中的档案